# Bruno Meyer (Kunstwissenschaftler)

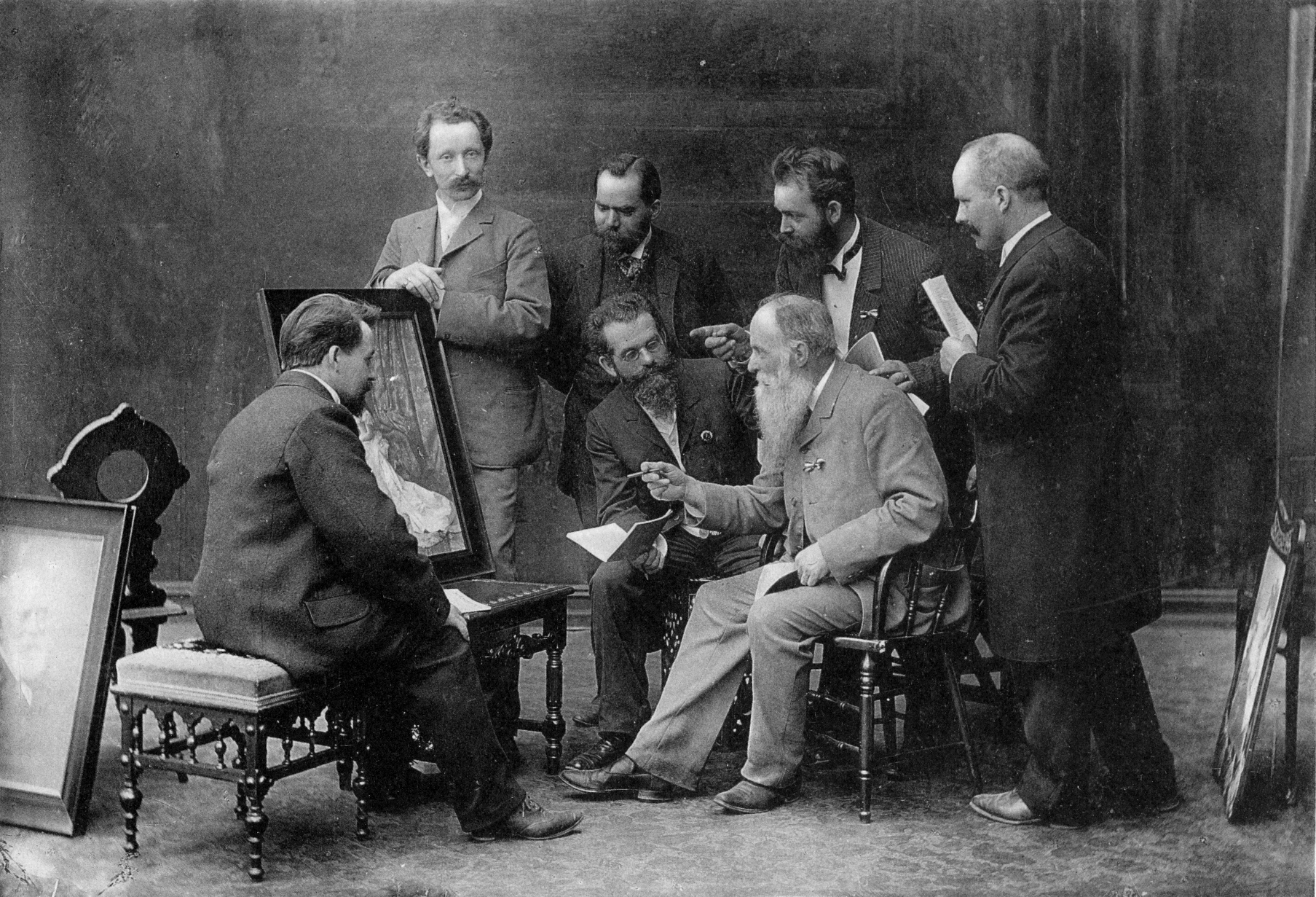
Bruno Meyer (in hellem Anzug) inmitten des Preisgerichts der Kunstausstellung zur Industrie- und Gewerbeausstellung Düsseldorf, 1902, fotografiert von Otto Renard

Bruno Ludwig Julius Boguslaus Meyer (* 28. Juni 1840 in Kempen, Provinz Posen; † 12. November 1917 in Berlin) war ein deutscher Kunstwissenschaftler, der sich durch sein Interesse an der Photographie sowohl als wissenschaftlichem Hilfsmittel in der Kunstwissenschaft in Schulen und Universitäten als auch als künstlerisches Mittel im Rahmen der Amateur-/Kunstphotographie hervorgetan hat.

## Leben
Meyer wurde als Sohn des königlichen Kreisphysicus Louis Julius Meyer und der, Dichterin und Malerin, Emma geb. Thiel in Kempen in der Provinz Posen geboren. 1841 verstarb der Vater, worauf die Familie nach Berlin umzieht. Meyer wurde von Mutter und Großmutter großgezogen. Es ist vermutlich der Einfluss der Familie Thiel – sein Großvater, Gymnasial-Direktor K. Thiel hat eine zweibändige Virgil-Ausgabe herausgebracht –, der Meyer 1860, nach dem Besuch des Gymnasiums „zum grauen Kloster“, ein Studium in klassischen Altertumswissenschaften und Kunstgeschichte an der Universität Berlin beginnen lässt. Dort lernt er unter anderem beim klassischen Archäologen Friedrich Wilhelm Eduart Gerhart und dem Kunsthistoriker Ernst Guhl. 1864 promovierte Meyer mit einer Dissertation über die antike Niobidengruppe („De Niobidarum compositione“). Durch die 1865 vor einer wissenschaftlichen Prüfungskommission abgeschlossene Lehrerprüfung, dem „examen profacultate docendi“, und dem sich bis 1866 anschließenden pädagogischen Probejahr am französischen Gymnasium in Berlin erlangte er seinen ersten Lehrauftrag an der Dorotheenstädtischen Realschule, den er bis 1870 ausübte.
1872 bis 1874 unterrichtete Bruno Meyer als Privatdozent Kunstgeschichte an der königlichen Kunstschule Berlin. 1874 trat er als ordentlicher Professor der Kunstgeschichte am Großherzoglichen Polytechnikum in Karlsruhe die Nachfolge von Alfred Woltmann an. Hier setzte er alles daran, seine Vision, den kunstwissenschaftlichen Unterricht durch die Diaprojektion zu bereichern, voranzubringen.
1876 heiratete Meyer Anna Wilhelmine Bayer, die Tochter des ehemaligen Artillerie-Leutnants und späteren Bergwerksbesitzers Carl Heinrich Bayer. Aus der Ehe gingen sieben Kinder hervor: Erich (1877), Emma (1879), Roland (1882), Norman (1883), Irene (1885), Kurt (1887) und Edith (1890).
1884 wechselte er zurück nach Berlin, wo er als Privatdozent literarischen und kunstwissenschaftlichen Unterricht zu erteilen schien, sich aber hauptsächlich privaten Studien widmet. Am 28. März 1900 starb seine Frau an den Folgen der in der Familie grassierenden Influenza. Nach mehreren Monaten Pause stürzte sich Bruno Meyer im Juni 1900 wieder in Arbeit und griff schließlich das Problem des bildlichen Urheberrechts auf. Ab 1909 scheint sich der gealterte Kunstwissenschaftler langsam aus allen Angelegenheiten zurückzuziehen. Am 12. November 1917 verstarb er in Berlin.

## Wirken
Das Sammelwerk „Wer ist’s?“ gab als Lieblingsbeschäftigung Bruno Meyers „Sozial-ethische Bestrebungen“ an. Diese Vorliebe zeigt sich in seinem Engagement in den Vereinen „Deutsche Gesellschaft für ethische Kultur“, „Bund für Mutterschutz“ und „Vereinigung der Freunde des humanistischen Gymnasiums“. Politisch war er liberal eingestellt.
Außerdem hatte Bruno Meyer die Deutsche Warte. Umschau über das Leben und Schaffen der Gegenwart, „als Nachfolgerin der ‚Ergänzungsblätter zur Kenntnis der Gegenwart‘, selbst gegründet und redigierte sie von 1871 bis zu ihrem Ende 1875, mit mehrfachen eigenen Beiträgen.“
Darüber hinaus zeigte Bruno Meyer von Anfang an ein starkes Interesse an der Pädagogik, das vielleicht auch der Wahl seines Fachgebietes, der Kunstgeschichte, geschuldet war. Die Kunstgeschichte stieg in der zweiten Hälfte des 19. Jahrhunderts auf „von einer [bloßen] Hilfswissenschaft für Ästhetik und Theologie zu einer historischen Disziplin. Diese Anlehnung an die Geschichtswissenschaft als Leitwissenschaft des 19. Jahrhunderts machte die Kunstgeschichte in den Augen der Zeitgenossen zu einer ‚wirklichen‘ Wissenschaft,“ die erst nach und nach in den Hochschulen einzog. Damit mussten Normen und Didaktik neu verhandelt werden. Wie Oelkers herausstellt, ist Schulkritik im 19. Jahrhundert gang und gäbe. Durch Strukturreformen im Bildungswesen, geschuldet der Modernisierung und dem einhergehenden sozialen Wandel, wurde versucht, zu einer besseren Pädagogik zu finden.

### Pädagogischer Ansatz und Kunstverständnis
Bruno Meyer setzte auf der einen Seite einen starken Akzent auf Allgemeinbildung und Quellenarbeit am Gymnasium. Schon 1867 befasste er sich mit diesen Themen in einem Vortrag „Das Ästhetische als Erziehungsmittel und Unterrichtsgegenstand“ (veröffentlicht Berlin 1868).
Sein wohl wichtigstes Werk auf dem allgemeinpädagogischen Gebiet brachte er 1873 heraus: „Aus der ästhetischen Pädagogik. Sechs Vorträge.“ Darin versuchte er, das Fach Kunst als Unterrichtsfach zu legitimieren, wobei er besonders auf Humanismus bzw. Humanität und christliche Werte (er setzte Ästhetik mit dem Gebot der Nächstenliebe gleich) zurückgriff. „Die Pädagogik lehrt die Mittel, den Menschen zum Menschen zu machen“, wobei Bruno Meyer sah, dass die Ästhetik vernachlässigt werde, obwohl sie zur Vervollkommnung des ‚geistigen Lebens‘ unabdinglich sei: „Wenn wir der Kunst nicht auf alle Weise, besonders aber durch Vorbereitung wirklichen Verständnisses und Erweckung wahrer Liebe und Begeisterung zu Hülfe kommen, so erleben wir es, dass der Keil des in seiner Depravation sich überhebenden Empfindungslebens sich zerreissend und zersprengend zwischen die anderen Theile unseres inneren Seins, Wollen und Denken, hineinschiebt, und statt ein Band der Harmonie und Vollkommenheit zu bilden, die Zersetzung und Zerrissenheit darstellt und befördert.“ „Ferner und überhaupt ist Bildung das absolute Gegenteil von Einseitigkeit.“
Außerdem wies er hier bereits „auf den absoluten Mangel an dem nöthigen Unterrichtsmateriale“ hin. „Es ist unabweisbar, dass die Lehranstalten selber mit den erforderlichen Lehrmitteln auch für den Kunstunterricht ausgerüstet seien.“
Scheinbar waren seine mahnenden Worte jedoch nicht befriedigend erhört worden, denn „[n]ebenbei erfahren wir aus der ‚Glasphotogramme‘-Schrift auch, daß Br. Meyer […] mit preußischer Ministerialunterstützung begonnen hatte, einen ‚Baugeschichtlichen Weltatlas für Hoch-, Mittel- und Fachschulen‘ [aufzubauen]. Im Prospekt vom März 1883 hoffte er, es werde ihm als Fachmann nach der hinter ihm liegenden pädagogischen Praxis […] gelingen, sich in die Bedürfnisse und Wünsche des Lehrers hineinzudenken. – Sein Selbstverlag kündigte auch an: ‚Photographisches Atelier zur herstellung von Unterrichtsmaterialien. Übernahme photographischer Arbeiten, bei denen es auf wissenschaftliche Genauigkeit ankommt.‘“
Auf der anderen Seite gehörte Bruno Meyer zu jenen, die die Kunstgeschichte an die Hochschulen bringen wollten. „Die hochschulpädagogische Bewegung, also das Bestreben, die Praxis, Kritik und Theorie des akademischen Bildungswesens aus einem Ungefähr auf wissenschaftliche Höhe zu erheben“ hat Bruno Meyer „von Anfang an sowohl mit Begeisterungskraft wie auch mit reichgesättigten Beiträgen begleitet“ – wobei in seinem Nachruf besonders die Abhandlung „Das Aschenbrödel unter den modernen Wissenschaften“ hervorgehoben wurde. Im selben Nachruf wurden seine Interessen wie folgt zusammengefasst: „Schon aus dem Überblick über Br. Meyers Anteil an den hochschulpädagogischen Bestrebungen, zumal über seine anfänglichen Vorträge, fällt ein so überwiegendes Interesse an der Methodik des fachwissenschaftlichen Forschens selbst – gegenüber der Methodik seiner didaktischen Übertragung – auf, daß der Eindruck entstehen kann, als habe wirklich, wie unsere Gegnerschaft meint, diese letztere Methodik neben jener ersteren überhaupt keine Existenzberechtigung. […] so ist doch jedenfalls durch all diese Leistungen Br. Meyers ein Zeugnis von der engen Verwandtschaft der akademischen Lehr- und Lernweise mit der wissenschaftlichen Arbeitsweise selbst abgelegt.“ Über die Kunsthistorie hinausgehend hatte Meyer nämlich ein besonderes Interesse an der systematischen und historischen Erkenntnis der Wissenschaft, wobei er die Kunstwissenschaft gegen Kunstgeschichte profilierte, was sein starkes Interesse an neuen Lehrmethoden erklärt.
Seiner Linie konsequent treu bleibend sind auch „[s]eine kunstgeschichtlichen Publikationen […] in erster Linie der Kunst seiner Zeit und der „ästhetischen Pädagogik“ gewidmet.“

### Die Photographie
Gleichzeitig mit dem Einzug der Kunstgeschichte an den Universitäten rückte ein neues Medium in den Fokus der Diskussion: die Photographie. In erster Linie wurde diskutiert, ob die Entstehung des Bildes rein chemisch-technisch vonstattenginge oder ob der Photograph jenes gleich einem „künstlerischen Autor“ erschaffe. Im ersten Fall müsste die Photographie als unbeeinflussbar gelten und somit als objektiv, sie böte sich also als „Dokumentationsmedium der Wissenschaft“ an; im zweiten Fall käme ihr der Status eines Kunstwerkes zu.
Interessanterweise partizipierte Bruno Meyer an diesen Diskussionen in beide Richtungen. Einmal gehörte er zu den Ersten, die die Photographie als Unterrichtsmedium nutzbar machen wollen, andererseits ist er mit der Amateurbewegung in Verbindung zu bringen, die Photographie als Kunst betreibt.

#### Die kunstphotographische Amateurbewegung
Meyers Interesse an der Photographie begann schon in seiner Studienzeit. Im Vorwort der Glasphotogramme verwies er auf seine „Berichte von der internationalen photographischen Ausstellung zu Berlin im Jahre 1865“, die „selbst in massgebenden Fachkreisen Beachtung und Anerkennung gefunden [hatten]“.
Er engagierte sich, spätestens seit seiner Rückkehr nach Berlin 1884, im Deutschen Photographen Verein. Auch in dem Kommunikations-Organ des Vereins – der Deutschen Photographen-Zeitung – war er „langjährige[r] eifrige[r] Mitarbeiter“. Dieses hatte er mit zahllosen Beiträgen ergänzt. In einem (halbherzigen, schlecht recherchierten Nachruf in der Deutschen Photographen-Zeitung – Alter und Todesdatum sind hier falsch) wurde vor allem hervorgehoben, dass er „alle Jahre den kritischen Bericht über den Inhalt der Wander-Ausstellungen des ‚Deutschen Photographen-Vereins‘ gegeben und damit viel Nützliches geschaffen“ hat.
Anscheinend stand Bruno Meyer – ganz Kunstwissenschaftler – der Photographie im künstlerischen Sinne sehr skeptisch gegenüber: „Dass die Gleichstellung der Photographie in urheberrechtlicher Beziehung mit den Werken der bildenden Kunst grundsätzlich abgelehnt wird, kann nur gebilligt werden.“
„Das ist das Wesentliche, dass der eigentliche photographische Process gar keiner individuellen Leistung und Beeinflussung zugänglich ist, sondern all Dasjenige, was, Künstlerischem vergleichbar, bei Gelegenheit einer photographischen Aufnahme von dem Urheber derselben geleistet werden kann, nicht zu dem photographischen Verfahren selber gehört, sondern demselben voraufgeht oder ihm nachfolgt.“
„Allerdings ragen die besten photographischen Werke fast in die Region der Kunst hinauf, während es bei manchen „Werken der bildenden Kunst“ schwer ist, etwas zu entdecken, was sie dahin einzuordnen berechtigte“.
Das heißt keineswegs, dass sich Meyer nicht recht für die Amateurphotographie begeistern konnte. „Es ist aber sehr bezeichnend, dass aus fachphotographischen Kreisen heraus das Bedürfnis sich fühlbar macht, die Stimme laut zu erheben für diese von innen heraus gekommene Wandlung, die sich in der photographischen Kunst in den letzten Jahren vollzogen hat, und es gereicht der Fachphotographie keineswegs zum Vorwurfe, wenn man feststellen kann [und muss], dass die hauptsächlichste Anregung dazu aus den Kreisen [des Bestgeschmähten, was es in Fachphotographenkreisen giebt (oder darf man schon sagen: gab?),] der Liebhaberphotographie, und durch die wissenschaftliche Forschung und Belehrung auf dem Gebiete der gesammten photographischen Production gegeben worden ist.“
Die Bedingung für solch künstlerische Photographie ist „jedem einzelnen Werke ein individuelles Gepräge zu geben, das einerseits durch den Gegenstand, andererseits durch die Auffassung und die Eigenart des Producierenden bestimmt ist. Auf diesem Wege allein – Das steht ganz unzweifelhaft fest, mag im Einzelnen auf diesem Wege auch so viel gefehlt werden, wie es will, – auf diesem Wege allein kann man dazu gelangen, wirklich künstlerisch wertvolle Erzeugnisse in der Photographie hervorzubringen, ganz ebenso, wie auch in der Kunst nur derselbe Weg zu wirklich Hervorragendem führen kann [und zu allen Zeiten geführt hat].“ „Maass ist und bleibt Dasjenige, was die Kunst zur Kunst macht. Erst wenn die Gegensätze, um die sichs bei allem [Leben und] Schaffen handelt, Gegensätze, die man zusammenbringen, die man zwingen, die man vereinigen muss, – erst wenn diese Gegensätze soweit gebändigt sind, dass sie zu Maass kommen, dass sie sich vor einander beugen, dass sie zur Einheit verschmelzen, erst dann kann das wirklich Vollendete hervorgehen.“
In einer Gratulation zum 70. Geburtstag wird eine andere Tätigkeit hervorgehoben: „Bekannt ist die Bedeutung, die er sich in der Photographie speziell durch seine Tätigkeit als Preisrichter und Kritiker für die Ausstellungen des Deutschen Photographen-Vereins erwarb“.
Dafür, dass Bruno Meyer selbst kunstphotographisch tätig geworden ist, gibt es leider keine Hinweise.

#### Skioptikon in der Kunstwissenschaft
Eine Maßnahme zur Verbesserung des kunstwissenschaftlichen Unterrichts lag Bruno Meyer besonders am Herzen: die Einführung des Lichtbildes mittels Diaprojektion an Gymnasien und Universitäten.
Das Skioptikon war 1851 als beträchtliche Verbesserung der schon seit dem 16. Jahrhundert bekannten Laterna Magica auf der ersten Weltausstellung (Industrieausstellung) in London vorgestellt worden. Im Folgenden wurde das Skioptikon für den Unterricht verschiedener Wissenschaften genutzt.
Bruno Meyer erkannte den Nutzen des Skioptikons auch für den kunstwissenschaftlichen Unterricht, welcher besonders in der Gleichzeitigkeit von Repräsentation und Vortrag bestand, aber auch „Kontrolle des wissenschaftlichen Arbeitens auf seine Genauigkeit hin“ erstmals ermöglichte. „Bis dahin arbeitete man mit graphischen und photographischen Reproduktionen und mit der zeichnerischen Wiedergabe von Kunst- und Bauwerken. Bei Vorlesungen wurden Druckgraphiken unter den Hörern herum gereicht, was natürlich zu einer sehr verzögerten Visualisierung der besprochenen Kunstwerke führte.“ 1873 findet die Weltausstellung in Wien statt, zum ersten Mal sind auch die rund 80 Kunsthistoriker der deutschsprachigen Länder vertreten. „Als Hauptreferent über Lehrmethoden und -mittel des Faches“ nutzte Meyer die Plattform und stellte als Erster öffentlich das Skioptikon als neues Unterrichtsinstrumentarium seinen Kollegen vor. Doch, wie auch die wenigen anderen, die zu dieser Zeit versuchten Photographie und Diaprojektion in der Kunstwissenschaft einzuführen, darunter Max Jordan, Anton Springer sowie Herman Grimm (dem später einige Quellen die Einführung der Diaprojektion in der Kunstwissenschaft zuschreiben), stieß Bruno Meyer durchweg auf Ablehnung.
Wie konnte es dazu kommen?
Noch um 1800 fand das Projektionsverfahren großen Anklang in den „gebildeten Salons“. Doch in der Folge eroberte die Projektion die Straße: Mitte des 19. Jahrhunderts diente sie der Unterhaltung der Volksmassen auf den Jahrmärkten. Auch die Photographie war zum trivialen Massenmedium verkommen, so gab es zahlreiche Denkmalphotographien auf dem touristischen Markt. Die Verwendung solch profaner Medien in der aufstrebenden, elitären Kunstwissenschaft war undenkbar. Die nun als „wirkliche“ Wissenschaft anerkannte Kunstwissenschaft orientierte sich hingegen an der Geisteswissenschaft, womit schriftliche Quellen als Hauptquelle festgelegt waren.
Die Zeitschrift für Bildende Kunst (ZfbK), eines der zentralen Organe der damaligen Kunstwissenschaft, äußerte sich – wenn überhaupt – kritisch gegenüber der Photographie, Meyers (und auch Grimms) revolutionären Gedanken zur Diaprojektion im Kunstunterricht ignorierte sie gänzlich (obgleich Meyer auch hier publizierte, allerdings mit Aussparung des Themas Photographie).
Doch gegen allen Widerstand hielt Bruno Meyer an seiner Vision fest. Mit seiner Berufung als Professor an das Polytechnikum in Karlsruhe 1874 begann er in Eigenregie und teils aus eigenen Mitteln einen Lichtbilder-Apparat für den kunstwissenschaftlichen Unterricht aufzubauen, welcher zuletzt „etwa in der Zahl von 10.000“ Lichtbildern lag.
„Diese Karlsruher Anfänge zeigte er auf der Lehrmittelausstellung zu Trier im Herbst 1879. Ende desselben Jahres erschien im 'Westermann' eine Abhandlung: 'Die Photographie im Dienste der Kunstwissenschaft und des Kunstunterrichtes'.“
1880 wurde ihm endlich auch die Herrichtung seines Hörsaals mit einem Projektionsapparat und sonstigem Erforderlichem bewilligt.
1883 brachte er einen Katalog über 4000 „Glasphotogramme für den kunstwissenschaftlichen Unterricht“ auf den Markt, die er den Kollegen im Versandhandel anbot. Dem Vorwort ist die große Enttäuschung über die mangelnde Unterstützung durch Kollegen und Verlage zu entnehmen, aber auch der große Ehrgeiz, der Bruno Meyer durchhalten und ein eigenes Unternehmen gründen ließ: „Und das Resultat all der Kämpfe ist, dass ich heute mit einem Unternehmen hervortrete, das in viel größerem Umfange mein eigen zu nennen ist, als es meinen Wünschen irgend entspricht, und als es auf den ersten Anblick aller Wahrscheinlichkeit nach an den meisten Orten Billigung finden dürfte. Ich bin nicht nur der Urheber des Grundgedankens, nicht nur der wissenschaftliche Leiter und Beirath der Publication, nicht nur der Verfasser der nöthigen Texte, sondern die von mir herausgegebenen Glasphotogramme sind auch ohne Ausnahme und Einschränkung Erzeugnisse meines eigenen photographischen Ateliers, und ich selbst auch führe das Unternehmen als Verleger' dem wissenschaftlichen und kunstliebenden Publicum zu.“ Außerdem wurde darauf verwiesen, dass die angebotenen Bilder sowie die teilweise selbstentwickelten Apparaturen des Ateliers auf verschiedenen Lehrmittelausstellungen mit Medaillen prämiert wurden.
Maßgebend schien für Meyer aber nicht der ökonomische Nutzen zu sein. Vielmehr betonte er: „Die Glasbildersammlung geht von den Bedürfnissen des kunstwissenschaftlichen Unterrichtes aus, und sie erhebt damit Anspruch auf den Charakter einer wissenschaftlichen Arbeit.“ In der Einleitung wird außerdem diskutiert, welchen Normen Diapositive für den kunstwissenschaftlichen Unterricht entsprechen müssen.
„Als ein Rechnungsprüfer bemerkte, dass Meyer über sein Unternehmen von dieser Anschaffung finanziell profitierte, veranlasste die Polytechnische Schule eine Mittelkürzung für die „Glasbildersammlung“ und drohte mit einer „Untersuchungscommission“. Im Streit mit den Gremien der Polytechnischen Schule reichte Meyer 1884 seine Entlassung aus dem badischen Staatsdienst ein.“
Bruno Meyer wurde sein Verdienst nie hoch angerechnet. In Nachrufen und Lexikonartikeln seiner Zeit blieb die Einführung des Skioptikons unerwähnt. Doch nachträglich betrachtet war Bruno Meyer ein großer Vorreiter und Visionär; 20 Jahre nach seinen Bestrebungen wurde die Lichtbildprojektion zum unverzichtbaren Bestandteil des kunstwissenschaftlichen Unterrichts und blieb es bis heute. Die technische Apparatur veränderte die kunstwissenschaftliche Erkenntnisgewinnung – langsam vollzog die Kunstgeschichte einen Wandel zur Kunstwissenschaft, so wie Meyer sich das schon Jahre vorher erdacht hatte und auch selbst praktizierte.

#### Urheberschutz in der Photographie
So wichtig das Skioptikon für ihn selbst und letztlich auch für die Geschichte der Kunstwissenschaft war, so wichtig ist Bruno Meyers letztes großes Werk für die Photographie-Bewegung, was ihm auch nach der Trennung von Photographen-Verein und -Zeitung vielfach gedankt wurde.
Im Auftrag des Photographen-Vereins befasste sich Bruno Meyer um die Jahrhundertwende mit dem Urheberrecht in der Photographie – „vermöge derer er wohl als einer der berufensten Kenner auf diesem Gebiete ausgesprochen werden darf“ – und setzt seine Vorschläge letztlich, unter einigen Kompromissen, erfolgreich durch.
Bruno Meyer „verlangte auf dem internationalen literarischen und künstlerischen Kongreß in Dresden im Jahre 1895 energisch eine Reform des G 1876“. Dieses ältere Urhebergesetz für die Photographie „entsprach jedenfalls Ende des 19. Jahrhunderts nicht mehr den Bedürfnissen des Verkehrs- und Rechtslebens. Die Möglichkeit, Fotografien zu reproduzieren, war vereinfacht und verbessert worden. Die Leistungen der Fotografen zeichneten sich vielfach durch künstlerischen Charakter aus. Die maßgeblich durch die ambitionierte Amateurfotografie beeinflußte Epoche der Kunstfotografie (seit den 90er Jahren) zeichnete sich vor allem durch die Abwendung der Abbildungstreue und dem Einsatz der Unschärfe als künstlerisches Mittel aus. Andererseits konnte man angesichts der einsetzenden Massenfotografie wohl nur bei einem ganz geringen Bruchteil der fotografischen Gesamtproduktion von „künstlerischen Leistungen“ sprechen. Allerdings schienen wohl auch etliche Erzeugnisse der Massenfotografie, die gemäß dem Kodak-Slogan „You press the button, we do the rest“ entstanden, überraschenderweise gelungen, wenn die Stellung des Objekts, die Beleuchtung usw. günstig war.“ Mit diesem Wandel der Photographie erwies sich eine Schutzfrist von fünf Jahren als zu kurz, „insbesondere für Aufnahmen, die einen größeren Kapitalaufwand erforderten. Er empfehle eine Schutzfrist von mindestens 15 Jahren.“
„Bruno Meyer, der einen eigenen Gesetzentwurf veröffentlichte (Gesetzentwurf betreffend das Urheberrecht an Erzeugnissen der photographischen Technik, Deutsche Photographen-Zeitung 1898), sah den Grund eines notwendigen Schutzes der Fotografie vornehmlich darin, daß der Ertrag jeglicher Arbeit gegen fremde Beeinträchtigung gesichert werden müsse. Die verschiedenen Erzeugnisse der fotografischen Arbeit hätten aber, außer der Gleichartigkeit ihres materiellen Entstehungsprozesses, kaum etwas Gemeinsames. Einige der Erzeugnisse hätten unverkennbarste Analogie mit Kunstwerken. Andere gingen einfach aus gewerblichem Betriebe hervor. Der Eigentümlichkeit der Fotografie könne man nur gerecht werden, wenn man sie in einem besonderen Gesetz als solche, als Fotografie, unter Schutz stelle. Der Fotograf könne nicht darauf angewiesen sein, es in jedem Fall erst dem Richter zur unberechenbaren Entscheidung zu unterbreiten, ob sein Werk ein 'künstlerisches' sei und deshalb auf den Schutz des Kunstgesetzes Anspruch habe.“

## Werke (Auswahl)
- Das Aesthetische als Erziehungsmittel und Unterrichtsgegenstand. Franz Dunker, Berlin 1868, Digitalisat.
- Aus der ästhetischen Pädagogik. Sechs Vorträge von Bruno Meyer. Gebrüder Taetel, Berlin 1873, Digitalisat.
- Glasphotogramme für den kunstwissenschaftlichen Unterricht. Erstes Verzeichniss (Nr. 1–4000). Mit einer Einleitung und einer reich illustrierten Abhandlung über „Projectionskunst“. Karlsruhe in Baden 1883.
- Über Augenblicks- und Reihenaufnahmen. Zu Beil. Nach Ottomar Anschütz. Mit 1 Taf. In Photograv. u. 1 Taf. In Lichtflachdr.- Verlag d. Dt. Photographen-Zeitung, Weimar 1892.
- Ein photographischer Rechtsfall von principieller Bedeutung. Verlag d. Dt. Photographen-Zeitung, Weimar 1892. (Ein Beitrag zur Frage d. Urheberschutzes.)
- Photographische Kunstblätter. Von d. Magdeburger Ausstellung 1898. 16 Taf. m Text. Text von Bruno Meyer. Verlag d. Dt. Photographen-Zeitung, Weimar 1899.
- Das neue photographische Schutzgesetz nach dem Regierungs-Entwurf. Kritisch beleuchtet von Bruno Meyer. (Deutsche Photographen-Bibliothek. Band IX.). Weimar 1902.
- Zur Frage des Photographie-Schutzes. (= Dt. Photographen-Bibliothek. Band X), Verlag d. Dt. Photographen-Zeitung, Weimar 1903.
- Sachverständige und D.R.P.64806. (= Dt. Photographen-Bibliothek. Band VIII), Verlag d. Dt. Photographen-Zeitung, Weimar 1903.
- Weibliche Schönheit. Kritische Betrachtung über die Darstellung des Nackten in der Malerei und Photographie. Mit mal. Aktstudien von Hermann Luch u.e. Einl. von Ludwig Schrank. Klemm & Beckmann, Stuttgart 1904.
- Die Schönheit des menschlichen Körpers. Mit Beiträgen v. Eduard Daelen, Gustav Fritsch, Bruno Meyer, Ludwig Schrank und Konrad Wahr und 100 Maler. Aktstudien in Farbendr. Von Arthur, René, Le Bègue, F. Boissonnas u. a. Ulrich u. Steinbecker, Düsseldorf 1905.